# Uwagi
Uwagi  (上着, 表着 of 上衣) is het Japanse woord voor overjas. Specifiek wordt de term uwagi gebruikt voor de jas van de dōgi, de sportkleding. De dōgi of keikogi wordt abusievelijk ook kort gi genoemd. De andere delen van de dōgi zijn de zubon, de broek, en de obi, de band. 
Zowel snit, als kleur en materiaal van de uwagi en van de zubon zijn afhankelijk van de beoefende krijgskunst of vechtsport. Vooral bij de snit is dit voor leken niet altijd even gemakkelijk te herkennen. De meest gebruikte textielsoorten zijn linnen en canvas. Bij jūdōgi is de uwagi meestal meervoudig versterkt en op een geheel andere manier geweven. 
De uwagi is veelal van steviger materiaal gemaakt dan de zubon, omdat hij meestal meer te verduren krijgt. Dit geldt met name bij stijlen als jūjutsu en jūdō.
De beide voorste delen van de uwagi zijn bij jūdō meestal langer en smaller dan bijvoorbeeld bij jūjitsu. Bij deze beide stijlen is de revers veel steviger dan bij een dōgi voor het karatedō.
Soms zijn – vooral bij karatedōgi – ook linten in de uwagi aangebracht om de voorste panden bij elkaar te houden.